# Australische Squash-Meisterschaften
Die australischen Squash-Meisterschaften sind ein Wettbewerb zur Ermittlung des nationalen Meistertitels im Squash in Australien. Ausrichter ist Squash Australia.
Seit 2003 werden die Meisterschaften bei den Herren und bei den Damen mit Unterbrechungen jährlich ausgetragen. Rekordhalter sind Rex Hedrick und Ryan Cuskelly bei den Herren mit jeweils drei Titeln sowie Kasey Brown und Jessica Turnbull bei den Damen mit drei Titeln.

## Australische Meister
Die Nummern in Klammern hinter den Namen geben die Anzahl der gewonnenen Meisterschaften wieder. Folgende Spieler konnten die Meisterschaft gewinnen:
| Jahr      | Herren            | Damen                 |
| --------- | ----------------- | --------------------- |
| 2003      | Cameron White     | Sarah Fitz-Gerald     |
| 2004      | Dan Jenson        | Sarah Fitz-Gerald (2) |
| 2005      | Cameron Pilley    | Amelia Pittock        |
| 2006      | Dan Jenson (2)    | Kasey Brown           |
| 2007      | Mike Corren       | Kasey Brown (2)       |
| 2008      | Scott Arnold      | Kasey Brown (3)       |
| 2009      | Zac Alexander     | Donna Urquhart        |
| 2010–2013 | keine Austragung  | keine Austragung      |
| 2014      | Ryan Cuskelly     | Rachael Grinham       |
| 2015–2016 | keine Austragung  | keine Austragung      |
| 2017      | Zac Alexander (2) | Tamika Saxby          |
| 2018      | Rex Hedrick       | Christine Nunn        |
| 2019      | Ryan Cuskelly (2) | Donna Lobban (2)      |
| 2020      | Nicholas Calvert  | Amelia Martin 1 (2)   |
| 2021      | Rex Hedrick (2)   | Tamika Hunt 2 (2)     |
| 2022      | Rex Hedrick (3)   | Jessica Turnbull      |
| 2023      | Ryan Cuskelly (3) | Jessica Turnbull (2)  |
| 2024      | Joseph White      | Jessica Turnbull (3)  |
| 2025      | Joseph White (2)  | Alex Haydon           |

 1 Amelia Pittock trat nach ihrer Heirat unter ihrem neuen Namen Amelia Martin an.

 2 Tamika Saxby trat nach ihrer Heirat unter ihrem neuen Namen Tamika Hunt an.